# Kuppel

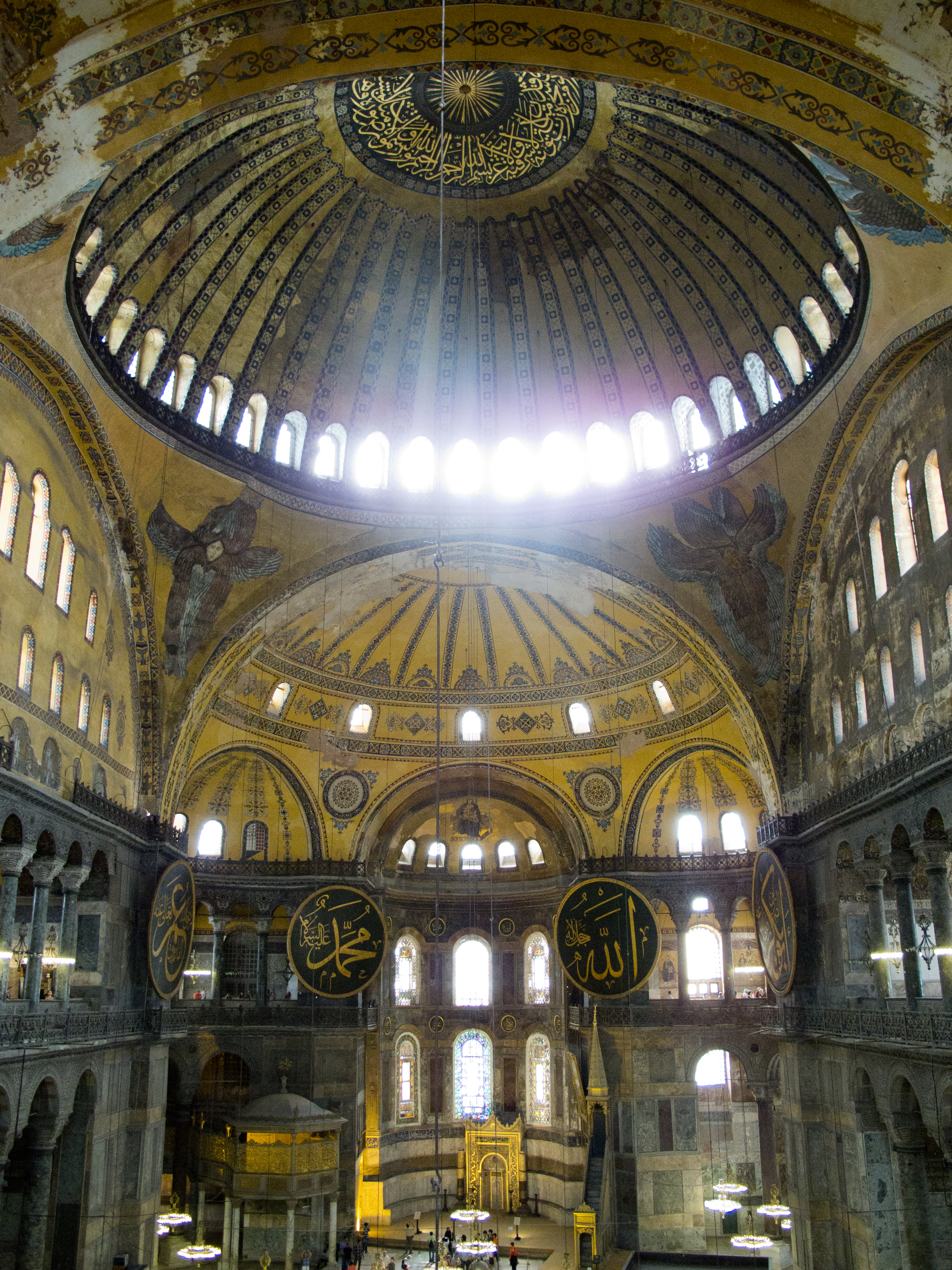
Hagia Sophia, spätantike Pendentifkuppel, ∅ 31 m (urspr. 33 m), 537 vollendet, 989 und 1346 Wiederaufbau nach Teileinstürzen; vielfaches Vorbild

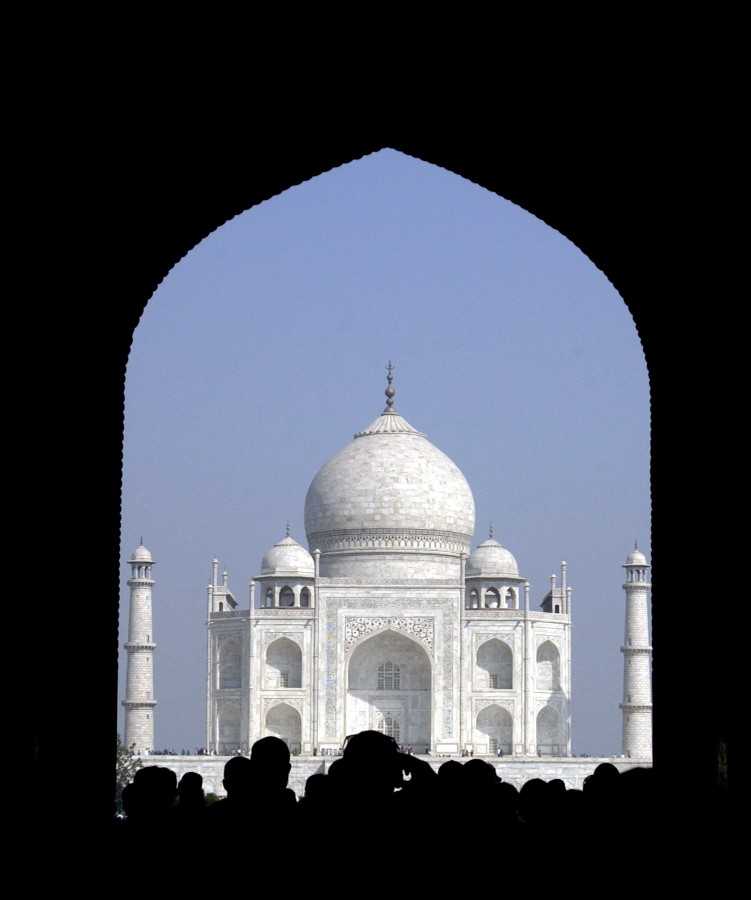
Die gebauchte Kuppel des Taj Mahal in Agra lässt sich von persischen Vorbildern ableiten

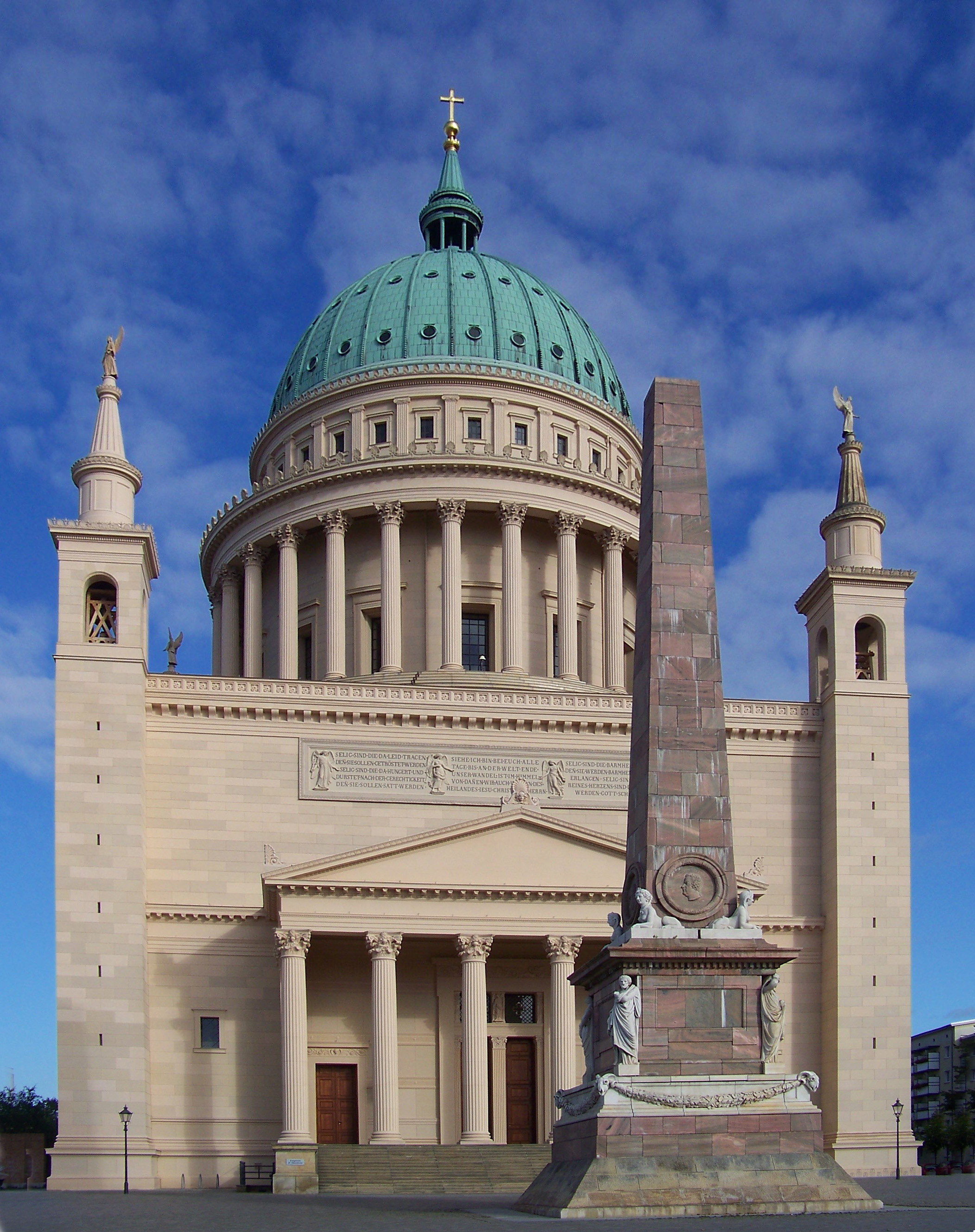
Tambourkuppel an St. Nikolai am Alten Markt, Potsdam, ∅ 24 m, 1843–1850

Als Kuppel (von lateinisch cupula „kleine Tonne“) oder Dom bezeichnet man in der Architektur Gewölbe mit einem zentralen Scheitelpunkt, die von wenigen bis hunderten Meter Spannweite seit 5000 Jahren eines der ausgefeiltesten Strukturelemente der Baukunst stellen. Sie erheben sich über einem kreisförmigen oder eckigen Grundriss. Die sphärisch geformten Raumabdeckungen werden durch Drehung eines Halbkreises, Ellipsen-, Parabel- oder Spitzbogens um eine Vertikalachse konstruiert. Allgemein handelt es sich um die halbkugel- oder glockenförmigen oberen Teile eines Raumes.

## Übersicht
In der sakralen Baukunst leitet eine zylinderförmige, fensterdurchbrochene Tambour-Mauer zum Pendentif, den meistens aus vier bis acht Segmenten bestehenden Überleitungsmauern zum Gebäudegrundriss. Der ganze Umfang ihres Grundrisses dient als Widerlager. Systeme aus Halbbögen und Halbkuppeln leiten die Kräfte der bei nachmittelalterlichen Kuppeln bis über 65.000 Tonnen betragenden Gewichte nach unten. Seit der Renaissance war es die Einführung von Doppelschalen und seit dem Barock auch die Nutzung von Eisen oder Blei, die das Jahrhundertelang Maßstäbe setzende Bauwerk der Hagia Sophia mit ursprünglich 33 m Durchmesser nachzuahmen oder zu übertreffen half. Solche großen Kuppeln erforderten besondere Kenntnisse in Geometrie und Bauingenieurkunst, worin in der Antike die Schrift des Herons von Alexandria (Über Gewölbe) die theoretische Grundlage lieferte und, durch Anthemios von Tralleis und Isidor von Milet schöpferisch umgesetzt, eine klassische Lösung für ein völlig neues Paradigma christlicher Baukunst anbot. Im Wetteifer mit antiken Vorbildern stand der Kuppelbau der Renaissance, in der Leon Batista Alberti maßgebender Theoretiker sowie Filippo Brunelleschi, Bramante und Michelangelo schöpferische Umsetzer der Kuppeln im Dom zu Florenz und Petersdom und somit Vorbilder im Barock wurden. Eine weitere Paraphrasierung der Renaissance-Kuppel ist Christopher Wrens Kuppel der St Paul’s Cathedral, die wiederum als direkte neoklassizistische Übernahme in der Kuppel des Kapitols in Washington und auch in vielen weiteren Staaten als architektonischer Ausdruck politischer Repräsentation genommen wurde. In Deutschland und Österreich bildete nach dem Barock insbesondere der Historismus eine Zeit, in der repräsentative Bauwerke wie die Wiener Karlskirche, der Berliner Dom oder das Reichstagsgebäude als kuppelbekrönte Bauwerke dominante Motive in der visuellen Präsentation einer Stadt geworden sind.
Kuppeln können aus unterschiedlichsten Materialien gebaut sein, namentlich Stein, Ziegel, Beton, Holz, und unterschiedlichen Metallen. Die klassische Kuppel ist die aus keilförmigen Steinen zusammengesetzte Decke, die den teilweise oder ganz von Mauern umschlossenen Raum frei überspannt.
Kontinuierlich gekrümmte Kuppeln werden ingenieurmäßig zu den doppelt gekrümmten Schalen gezählt, segmentierte Kuppeln (Schirmkuppeln) zu den Faltwerken. Bei gemauerten Kuppeln werden die echten Kuppeln von Kragkuppeln als deren Vorläufern unterschieden. Bei Betonkuppeln ist diese Unterscheidung nicht möglich. Bei Verwendung zugfester Materialien wie Holz und Stahl in zugfesten Verbindungen entfallen Prinzipien des Mauerverbands völlig.

## Bauformen

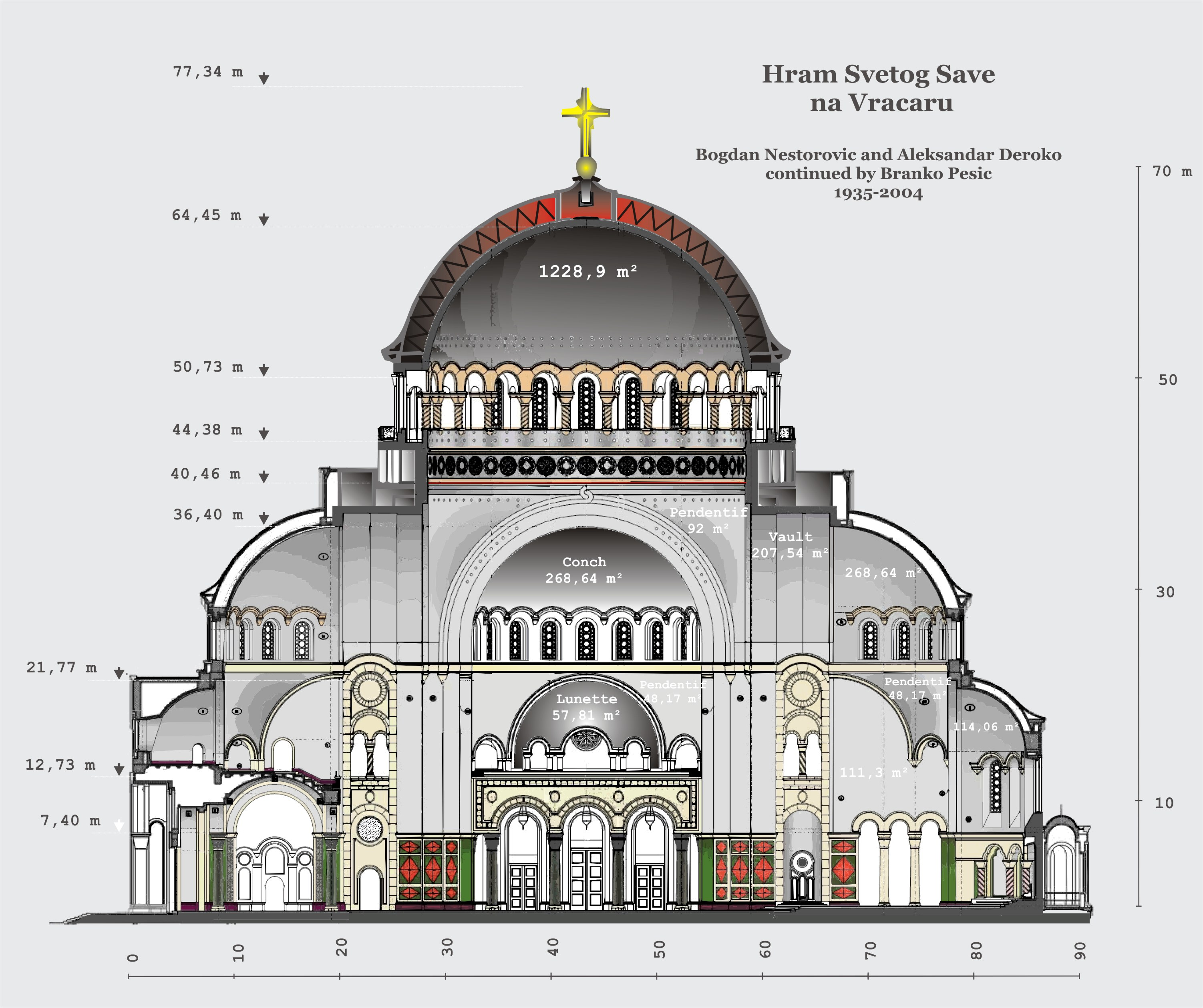
Aufriss einer Pendentifkuppel mit Tambour. Dom des Heiligen Sava, erbaut 1926–2018.

Neben dem Querschnitt bestimmt auch das Verhältnis zwischen (gedachtem) Kuppelgrundriss, dem „Fußkreis“, und Raumgrundriss die Form einer Kuppel. Kuppeln über einem rechteckigen Raum müssen entweder beschnitten oder ergänzt werden.

### Formen des Kuppelgewölbes
- Die allgemeinste Form ist die Kuppel in Form einer Halbkugel. Alle durch ihr Zentrum gehenden senkrechten Schnitte sind Halbkreise und alle waagerechten Schnitte sind Kreise. Die im Prinzip ungegliederte Kuppelschale kann kassettiert sein.
- Haben die durch das Zentrum gehenden senkrechten Schnitte die Form eines Spitzbogens, so spricht man von einer Spitzkuppel.
- Haben die durch das Zentrum gehenden senkrechten Schnitte die Form eines Segmentbogens, so spricht man von einer Flachkuppel.
- Haben Grundriss und waagerechte Schnitte die Form eines regelmäßigen Vielecks, zumeist Oktogons, so wird eine solche Kuppel oft als Klostergewölbe bezeichnet. Jedes Segment eines solchen Klostergewölbes ist ein dreieckiger Ausschnitt eines Tonnengewölbes. Die Grenzen der Segmente können mit Gewölberippen unterlegt sein, müssen es aber nicht.
- Schirmkuppeln haben statt einer gleichmäßigen Krümmung Bauchungen in Form radiär verlaufender und sich zur Kuppelmitte hin keilförmig verjüngender Tonnengewölbe mit gekrümmten Scheiteln. Die Grenzen zwischen diesen Tonnen können einfache Grate sein, oder mit Rippen unterlegt.
  - Als Sonderform einer Schirmkuppel können die Scheitel der Tonnengewölbe waagerecht verlaufen. Je nach Anzahl der Rippen sind diese dann senkrecht stehende Scheiben mit bogenförmiger Unterkante (oberes Turmgewölbe der Abtei Moissac), oder es ergibt sich eine vieleckige Variante eines Kreuzrippengewölbes.
- Als Faltkuppel wird eine Kuppel mit nach außen gewölbter, wie gefaltet wirkender Oberfläche bezeichnet.

### Abstützung der Kuppelbasis
- Wenn der imaginäre Fußkreis der Kuppel die Ecken des Grundrisses berührt, wird die Schale von den Wänden senkrecht angeschnitten. Diese Form heißt Hängekuppel.
  - Liegt der Fußkreis weiter außerhalb des tragenden quadratischen Gemäuers, so ergibt sich eine „Böhmische Kappe“, auch „Stutzkuppel“ oder „Platzlgewölbe“ genannt.[6] Sie ist gleichermaßen Flachkuppel und Hängekuppel.
- Bei Pendentifkuppel und  Trompenkuppel Ist der Fußkreis der Kuppel dem (quadratischen) Grundriss des tragenden Gemäuers eingeschrieben, so bilden die sie tragenden Mauern oder Bögen dessen Tangenten. Zwischen den Berührungs- und damit Auflagepunkten kann die Basis der Kuppel in unterschiedlicher Weise abgestützt sein; die Zwickel zwischen Fußkreis und stützendem Gemäuer können in unterschiedlicher Weise gewölbt sein:
  - Haben die Zwickel Gewölbe in Form unvollständiger Hängekuppeln, nennt man eine solche „Hilfskuppel“ ein Pendentif, die Kuppelform danach Pendentifkuppel.
  - Haben die Gewölbe in den Zwickeln die Form liegender Kegelhälften, so nennt man sie Trompen, die von ihnen gestützte Kuppel eine Trompenkuppel.
  - Anstelle von Gewölben kann das Mauerwerk auch vorkragen, in der Form „türkischer Dreiecke“.
- Bei Pendentif- und Trompenkuppeln beginnt der runde oder polygonale Gebäudeteil nicht gleich mit der Kuppelbasis, sondern auf der Stützkonstruktion steht ein zylinderförmiges oder polygonales Element, Tambour genannt. Dadurch liegt die Kuppel höher. Oft ist ein Tambour mit Fenstern durchbrochen.

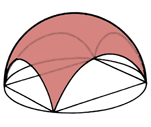
Hängekuppel
Böhmische Kappe
Pendentifkuppel
Pendentifkuppel mit Tambour

### Belichtung
Da Kuppeln in vielen Fällen repräsentative Räume decken, wurden ihre Unterseiten oftmals aufwändig gestaltet, und es wurde für die Belichtung  mit Tageslicht gesorgt.
- Eine Beleuchtungsmöglichkeit sind die schon erwähnten Fenster eines Tambours.
- Eine sehr alte Möglichkeit ist ein unverglastes Opaion „Auge“ am Scheitelpunkt der Kuppel, wie etwa im Pantheon in Rom. Es wird auch  altgriechisch als Opaion und Lateinisch als Opaeum bezeichnet.
- Eine weitere Möglichkeit ist die Belichtung  durch Öffnungen im unteren Bereich der Schale (z. B. Hagia Sophia).
- Später wurde oft ein durchfensterter Tambour zwischengeschaltet, wodurch die Kuppel zu schweben scheint.
- In Mittelalter und Neuzeit baute man zahlreiche Kuppeln mit Laternen: Über dem Scheitelauge errichtete man einen kleinen befensterten Tambour mit einer kleinen weiteren Kuppel.

## Geschichte

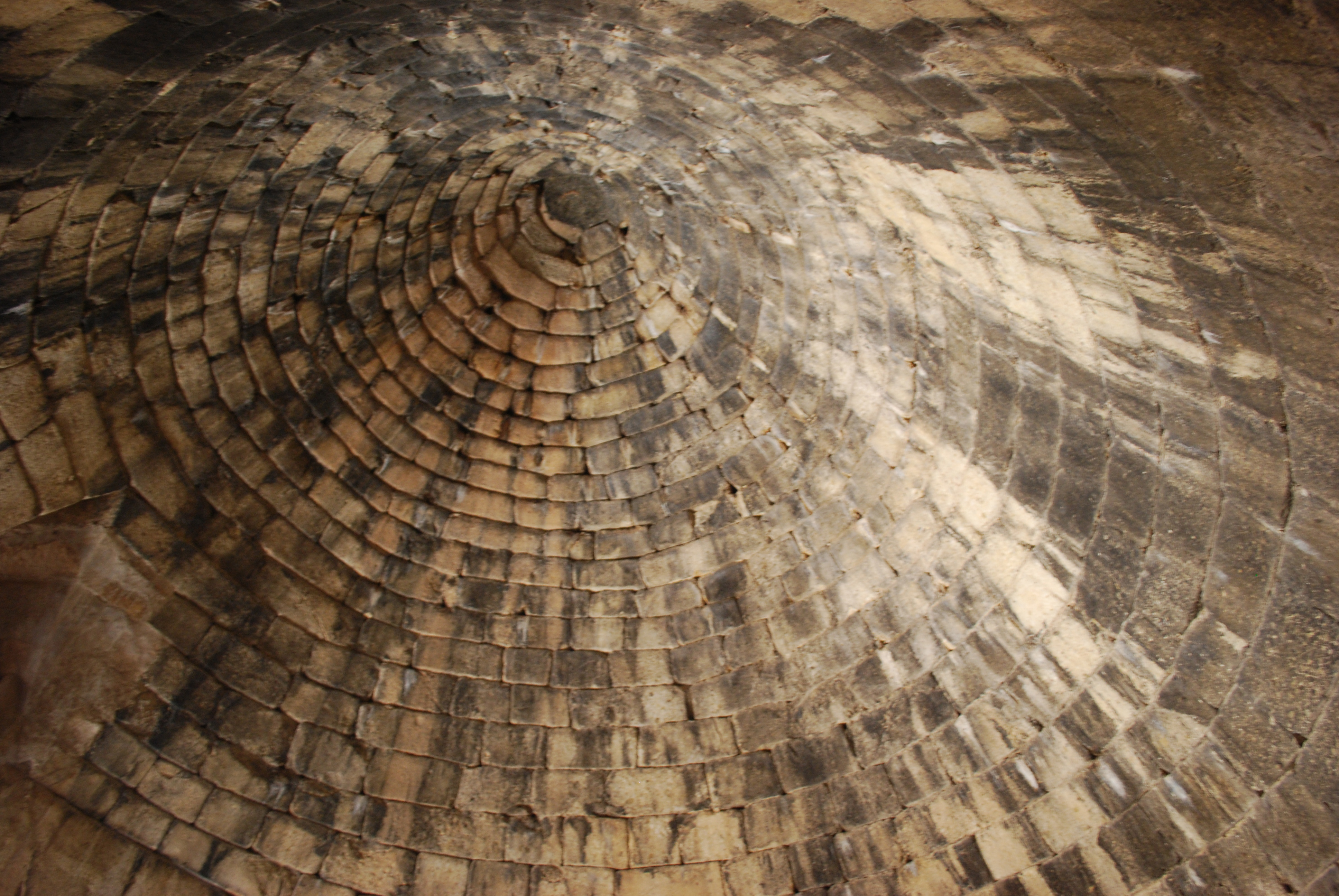
Kragkuppel im Schatzhaus des Atreus, Mykene,
∅ ca. 14,60 m; um 1250 v. Chr.

### Kragkuppeln

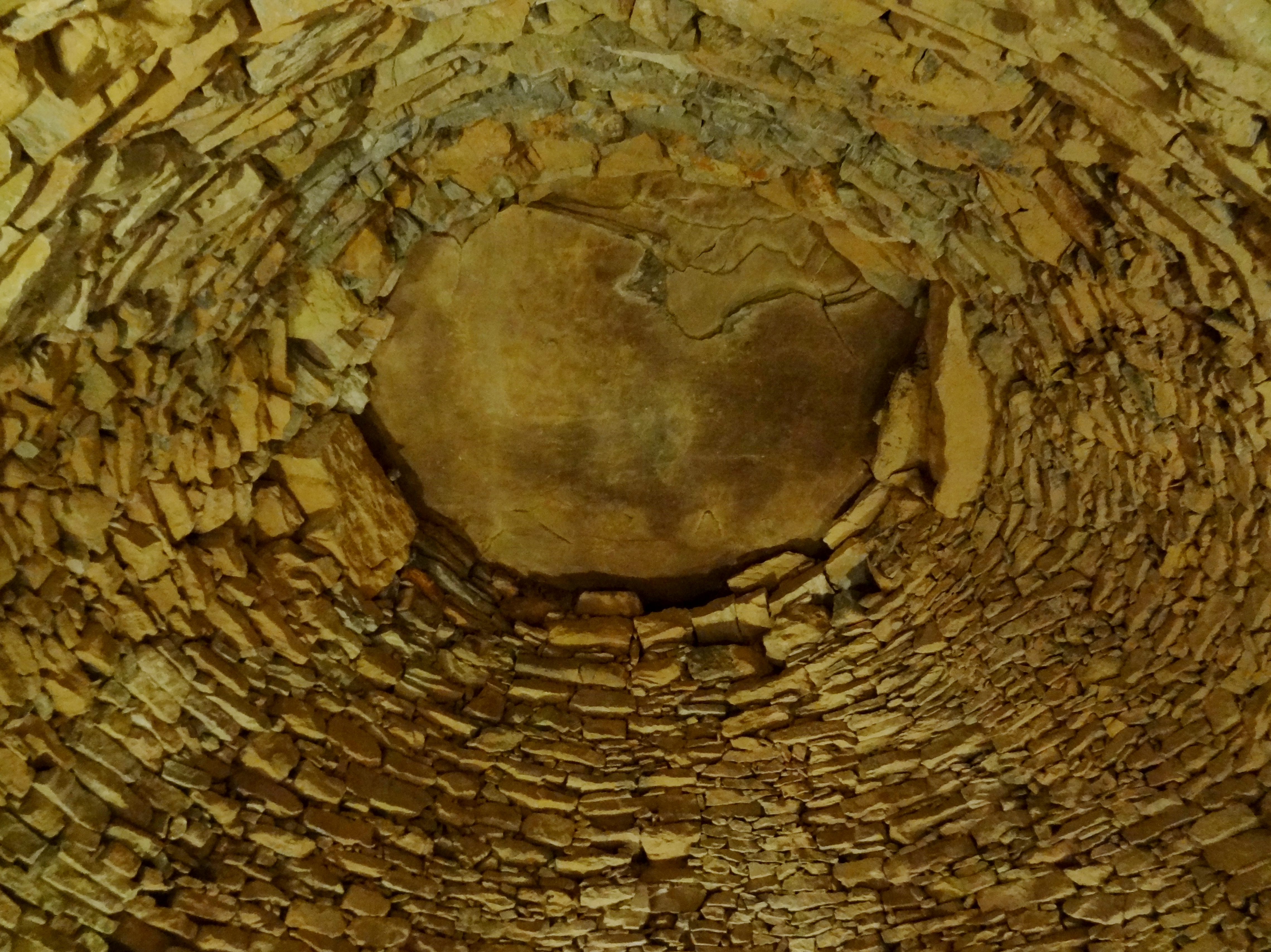
Kragkuppel im Tholos von El Romeral, Andalusien,
∅ ca. 5,20 m; um 2500 v. Chr.

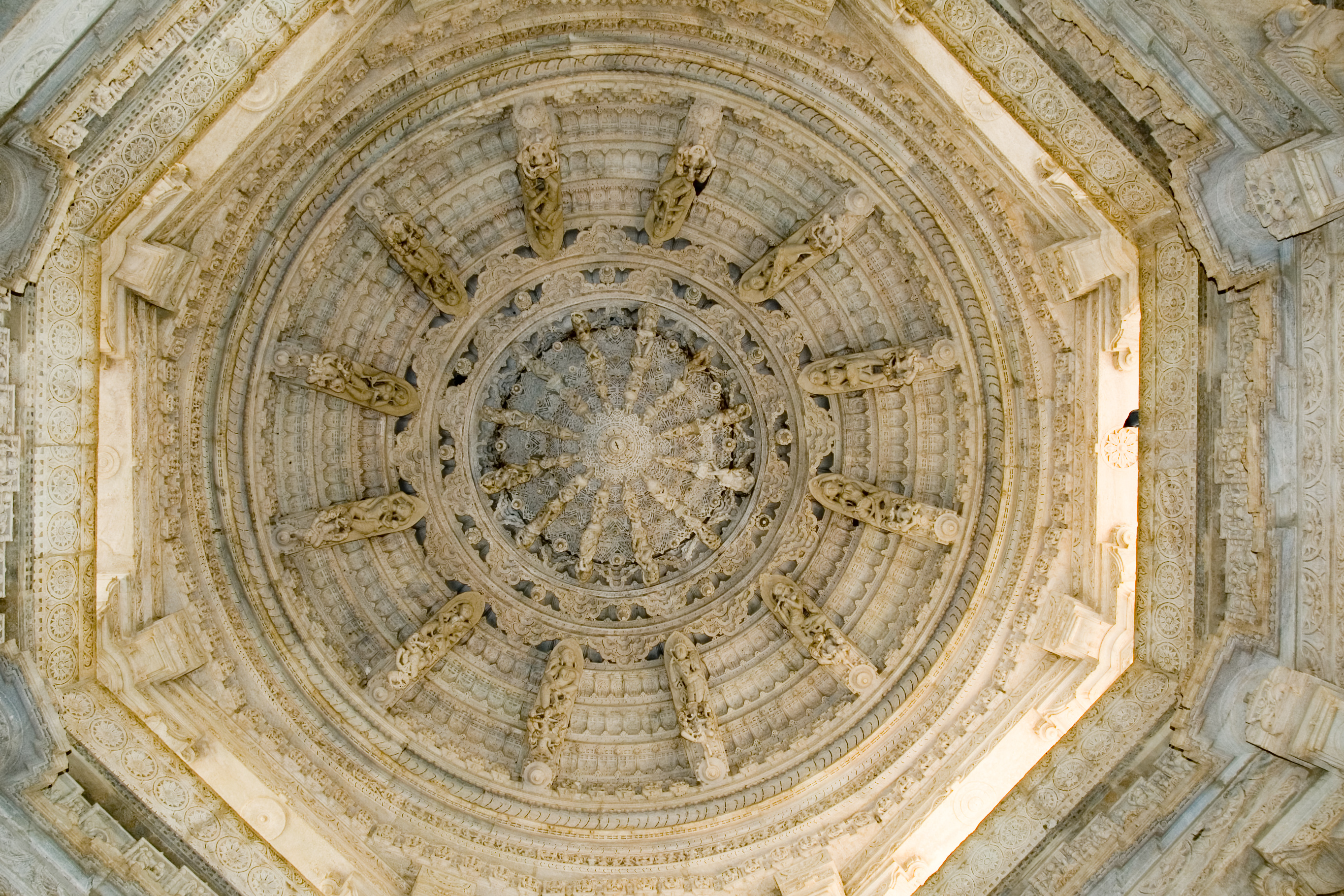
lKragkuppel im Adinath-Tempel von Ranakpur, Rajasthan,
∅ ca. 7,50 m, um 1450 n. Chr.

Vorformen der echten Kuppeln sind die seit dem 7. Jahrtausend v. Chr. im Vorderen Orient und im Mittelmeerraum entstandenen Tholosbauten (z. B. der jungsteinzeitliche Tholos von El Romeral bei Antequera (Andalusien), das um 1250 v. Chr. entstandene sogenannte Schatzhaus des Atreus in Mykene (Peloponnes) oder die sardischen Nuraghen, allen voran der Nuraghe Arrubiu). Zu erwähnen sind auch die zahlreichen kleinen Kraggewölbebauten aus Trockenmauerwerk, deren Ursprünge und historische Entwicklung noch weitgehend unklar sind.
Kragkuppeln haben (im Unterschied zu anderen Krag-Konstruktionen) durchaus schon Gewölbestatik, da sich die Steine jeder ringförmigen Steinlage gegenseitig abstützen.
Sämtliche Tholosbauten haben einen runden Grundriss, so dass es beim Übergang vom Raum zur Kuppel keinerlei Anpassungsprobleme gab. Auch spätere Kragkuppeln über quadratischen oder oktogonalen Räumen ruhen niemals auf Trompen oder Pendentifs – der Übergang vom Raumgeviert zum Kuppelrund wird durch eine permanente Verdopplung der Unterkonstruktion bis hin zum 16- oder gar 32-Eck erreicht.
In der hinduistischen Architektur des Mittelalters (ca. 900 bis 1450) erlebten Kragkuppeln eine besondere Blütezeit. Insbesondere die Vorhallen (mandapas) hinduistischer und jainistischer Tempel wurden bis zu einer maximalen Weite von etwa 8 m von ihnen überspannt; hängende Schlusssteine (Abhänglinge) spielten dabei eine große Rolle.
Auch in der islamischen Architektur Indiens wurden zunächst Kragkuppeln gebaut; erst mit der Ankunft der Moguln (um 1526/7) änderte sich die Situation und es wurden nur noch „echte Kuppeln“ konstruiert.
In der hinduistischen Architektur kamen bei Tempelneubauten des 20. Jahrhunderts wieder Kragtechniken zum Einsatz.
Eine falsche weil monolithische Kuppel hat das um das Jahr 520/30 entstandene Mausoleum des Theoderich in Ravenna.

### Echte Kuppeln

#### Antike

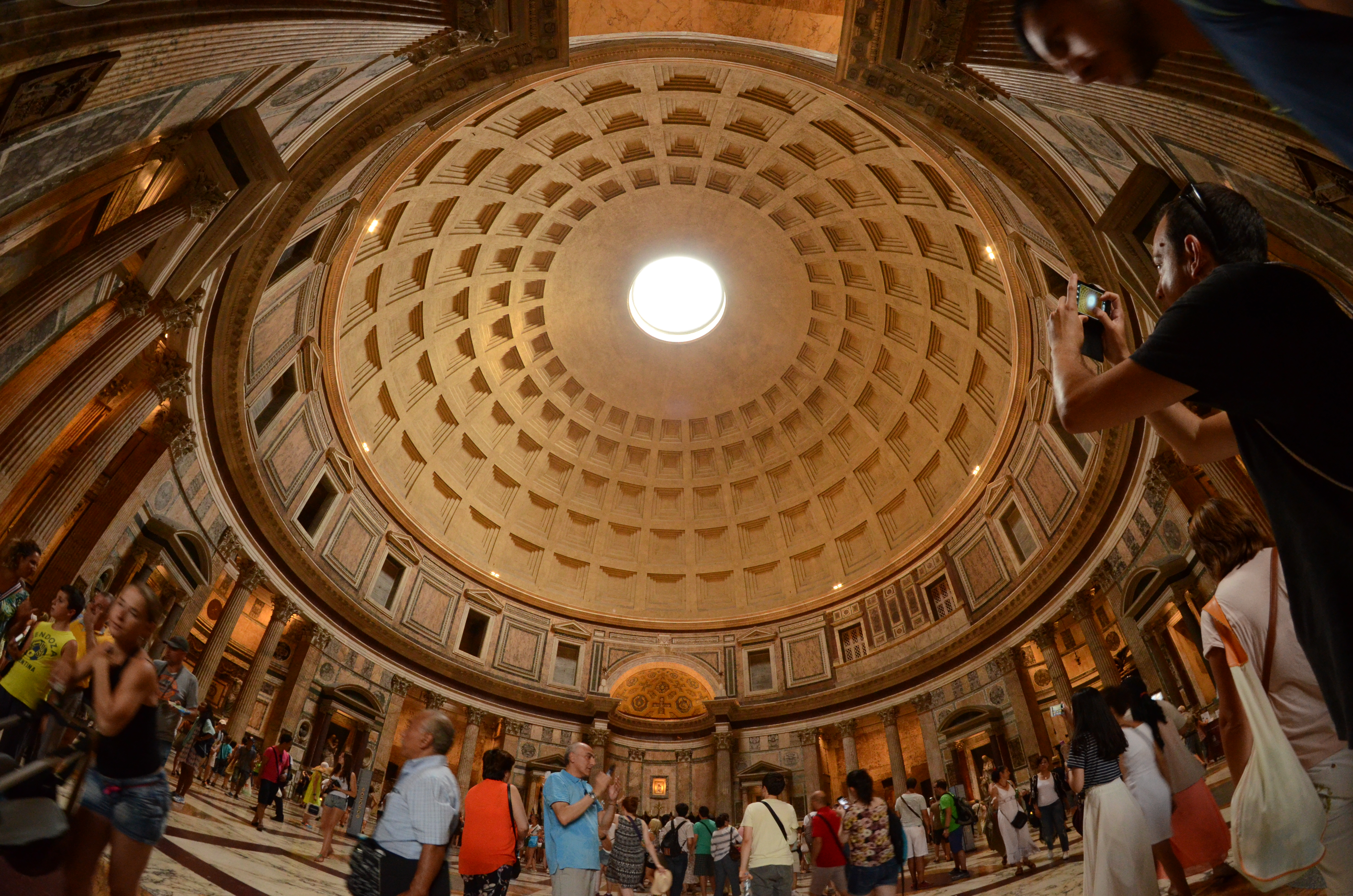
Pantheon, Rom, ∅ 43,3 m, um 120 n. Chr.

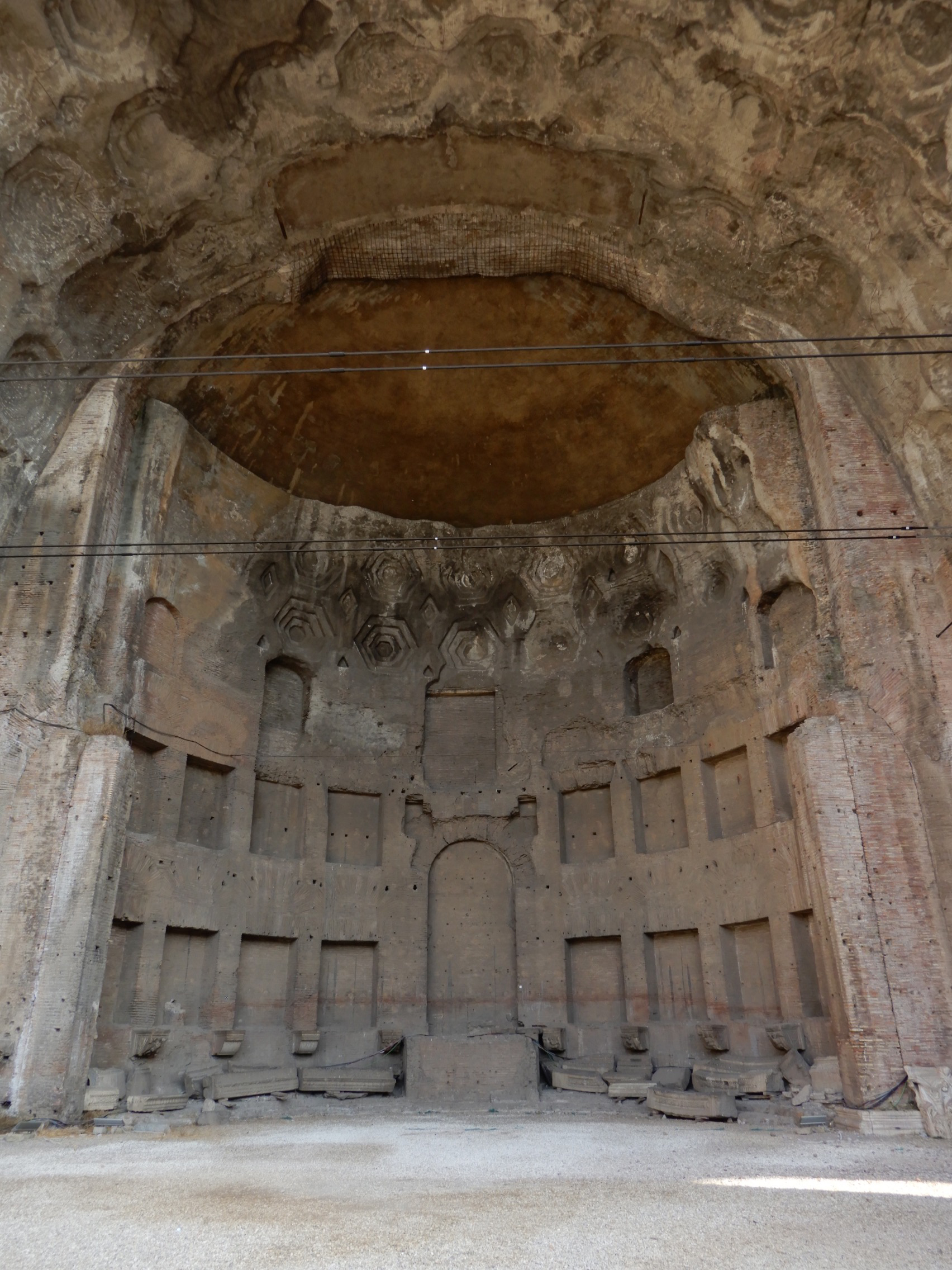
Caracalla-Thermen: Apsis mit Halbkuppel aus Beton

Die ältesten echten Kuppeln mit Keilsteinen stammen aus der Zeit der Etrusker, Höhepunkte erreichte der Kuppelbau in der römischen Antike mit der Rotunde im Pantheon in Rom (siehe Liste römischer Kuppeln). Auch die Rundsäle römischer Kaiserthermen waren regelmäßig mit Kuppeln gewölbt. Beim Pantheon wie bei den Bädern sind die Kuppeln allerdings aus Opus caementicium (Beton) gegossen (während die meisten Bögen aus Backstein gemauert waren), was die Unterscheidung zwischen „echt“ und „falsch“ erübrigt und den Abstand des Theoderich-Mausoleums vermindert. Über die architektonische Idee der unter Kaiser Justinian I. im byzantinischen Reich in Konstantinopel errichteten Zentralkirche des oströmischen Reiches der Hagia Sophia, eine freistehende Pendentifkuppel auf vier Jochen über quadratischen Zentralraum zu stellen, bekam die sakrale christliche Architektur ihr wegweisendes Vorbild. Die freistehende Kuppel der Hagia Sophia blieb nicht nur für die nächsten 900 Jahre die größte der Welt, ihre komplexe Geometrie, die sich nur im Grundriss, jedoch nicht aus der Betrachtung der einzelnen Bauglieder erschließt, erlaubte jedoch keine Wiederholung und blieb auch ohne Nachahmung. Die Kräfte der 33 m spannenden Kuppel wurden zwar ähnlich wie bei den in der Renaissance gebauten Kuppeln im Dom von Florenz und im Petersdom durch massige Pfeiler und Halbkuppeln abgefangen, jedoch wird in der Hagia Sophia diese massive Tektonik zur Stützung der riesigen Kuppel mittels „Vexierspiels zwischen der klaren Geometrie ihrer baulichen Struktur und deren gleichzeitiger visueller Entmaterialisierung durch ein flächiges Dekorationssystem“ versteckt. Die Kuppel der Hagia Sophia bildet das Zentrum eines gestreckten Hauptraums als Verschmelzung von Zentral- und Longitudinalraum. Sie hat somit nur im Westen und Osten Halbkuppeln, unter denen exzentrisch stehende Apsiden angeordnet sind. Im Süden und Norden wird die Kuppelmasse durch im Innenraum nicht in Erscheinung tretende Strebebögen nach außen abgeleitet, was bei den flankierenden zweistöckigen Seitenschiffen mit zwischen den Pfeilern eingestellten großen Säulen eine besondere Tiefe erforderte und dem Gesamtbau die kompakte Erscheinung eines symmetrisch konzipierten Zentralbaus verleiht. Auch im Inneren negiert die farbige Marmorverkleidung jegliche tektonischen Zusammenhänge, da es nur Horizontalstreifen, aber keine vertikalen Linien gibt. Die Hagia Sophia war so aus den Verschneidungen geometrischer Figuren und Konglomeraten aus einfachen Tonnen-, Kreuzgratgewölben mit eingeschnittenen Halbkugelschalen mit Hilfe zweidimensionaler Projektion kaum darstellbar. Der geometrischen Komplexität und der daraus resultierenden verwirrenden Raumwirkung ist es geschuldet, dass ihr Raumkonzept der Verschmelzung von Zentralraum und Basilika und die dafür notwendigen Geometrien der Kuppelkonstruktion in historischer Zeit nicht wiederholt werden konnten. Insbesondere auch, weil keine textliche Beschreibung zum Baukonzept überliefert wurde und jegliche Erklärungen somit rein aus dem Kontext des Gebäudes als einziger originären Quelle verfügbar waren. Das rein numerisch orientierte Vermessungswesen der Antike (geodaisia), dem ein umfassendes, von der griechischen Mathematik (logistike) entwickeltes System rationaler Zahlen zur Verfügung stand, bildete die Grundvoraussetzung zum Bau dieser Kuppel und stand späteren Generationen von Architekten nicht mehr zur Verfügung.

#### Mittelalterliches Europa

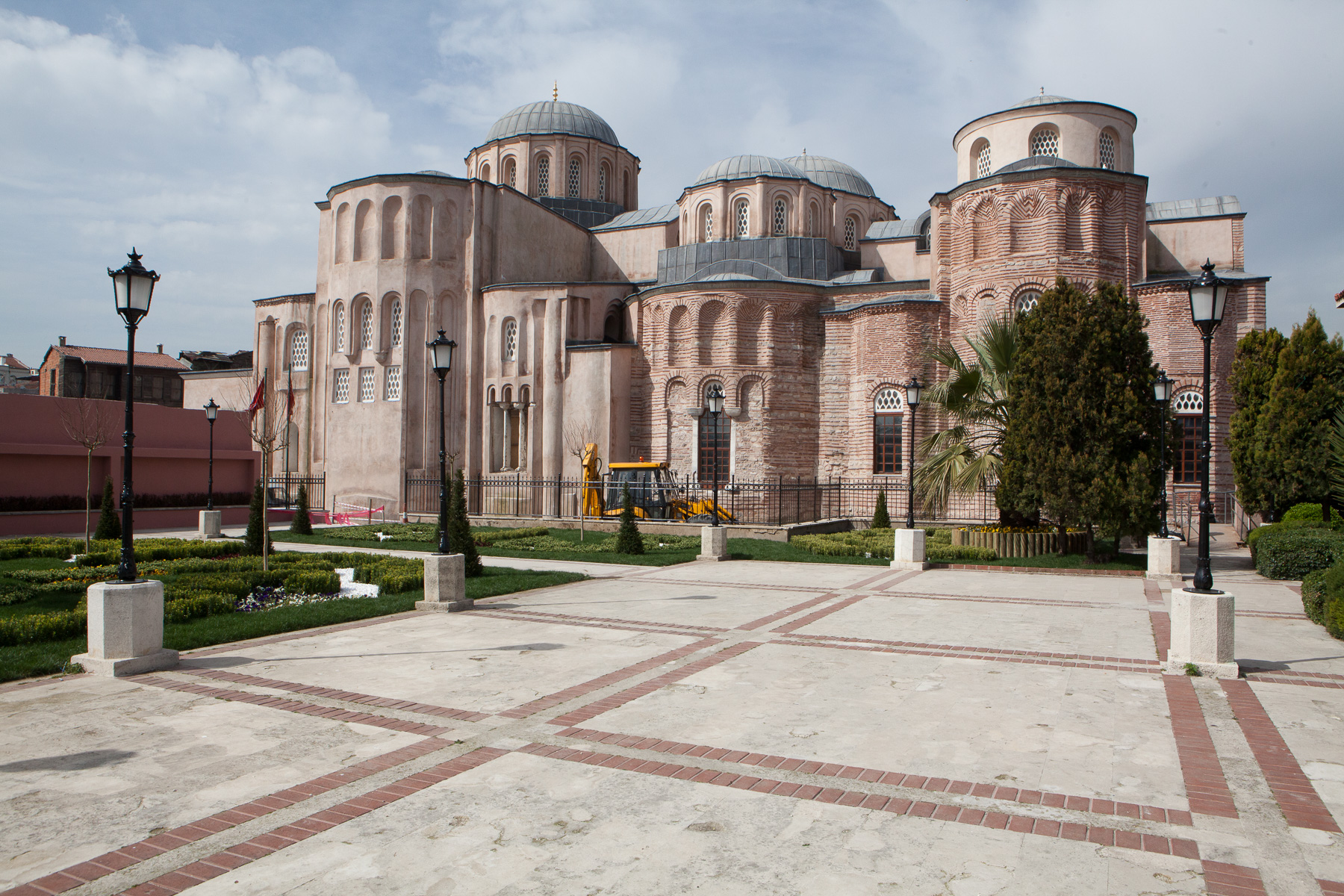
Istanbul, ehem. Pantokratorkloster, 1. Hälfte 12. Jh., Grabeskirche Byzantinischer Kaiser. Vier durch eine Vorhalle verbundene Kirchen

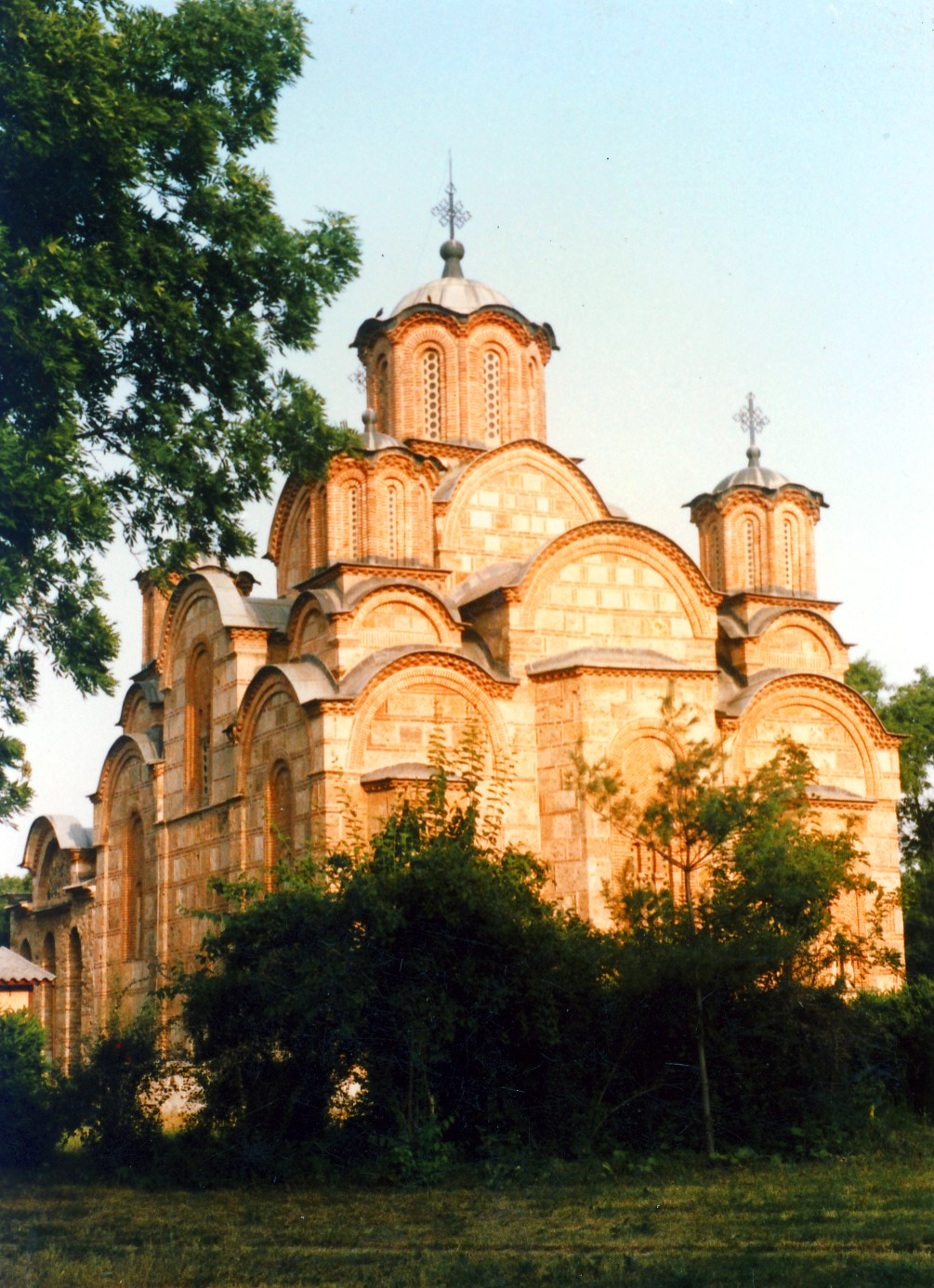
Byzantinische Fünfkuppelkirche, Kloster Gračanica, 14. Jh., Kosovo

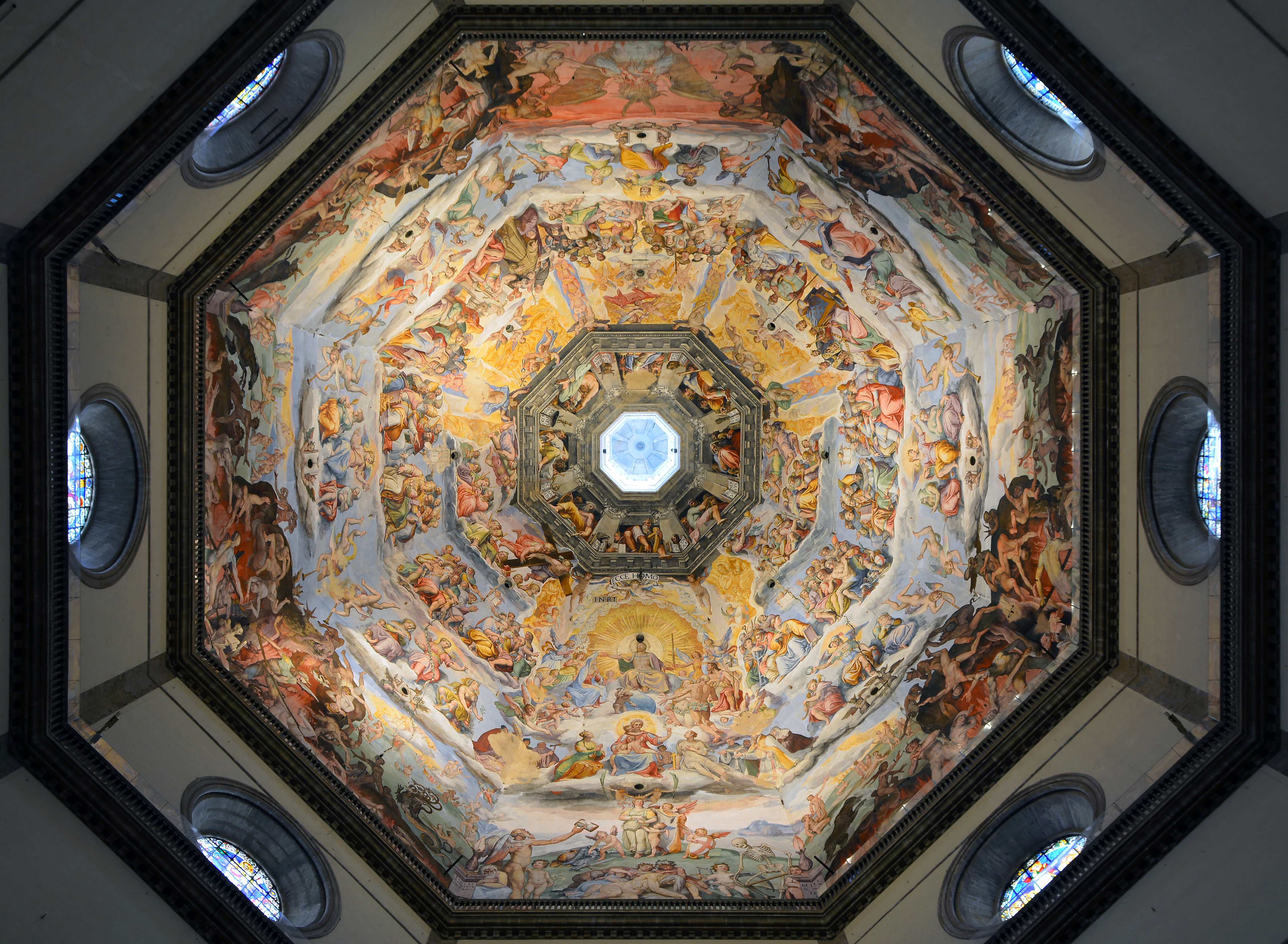
Dom von Florenz, Kuppel um 1430,
∅ 43–45 m

Die Kuppel bildete einen wesentlichen Grundtypus der frühchristlichen Kunst auch nördlich der Alpen, wo sie erstmals in der Krönungskirche der Deutschen Kaiser im Aachener Dom unter Karl dem Großen verwirklicht wurde. Seit dem Mittelalter erhielten nahezu alle Kuppeln eine Mittenüberhöhung in Form einer Laterne oder eines ‚Kugelstabes‘ (jamur).
In der Byzantinischen Architektur bildete das eingeschriebene Kreuz mit Kuppel über dem Naos den vorherrschenden Bautyp, der in den orthodoxen Ländern Europas stilbildend blieb. Aus dem Vorbild der Palastkirche Konstantinopels, Nea Ekklesia, leiteten sich die seit dem zehnten Jahrhundert gebauten byzantinischen Fünfkuppelkirchen als Vierstützenbau mit Tonnenkreuz, welches die Kuppel trägt und vier Säulen bzw. Pfeilern ab. Über direkte Bauvorbilder Konstantinopels und Thessalonikis verbreitete sie sich auch in den Ländern des Balkans und Russlands. Insbesondere wurde in der Bischofskirche im Kloster Gračanica eine stärkere vertikale Akzentuierung durch elongierte Tamboure erreicht.
Der mittelalterliche Kirchenbau im katholischen Europa bevorzugte den (kreuz- oder tonnengewölbten) Longitudinal- vor dem Zentralbau und gab der Kuppelarchitektur – abgesehen von einigen wenigen Bauten im Südwesten Frankreichs (Kathedrale von Périgueux, Abteikirche von Souillac u. a.) – nur über der Vierung gewisse Entfaltungsmöglichkeiten. Der kuppelgewölbte Zentralbau hielt sich aber beim Bautypus des Baptisteriums, bei den Nachbildungen der Grabeskirche in Jerusalem und bei Sonderfällen wie der Pfalzkapelle in Aachen und ihren Nachfolgebauten. Bedeutende Kuppelbauten des Mittelalters sind die Baptisterien von Parma (1196–1270), Cremona (ab 1176) und Florenz (11./12. Jahrhundert, größter Kuppelbau des Mittelalters, Durchmesser 25,60 m), allesamt über polygonalem Grundriss. Das Baptisterium von Pisa (ab 1152) wurde mit einem Kegelgewölbe (ursprünglich mit offener Spitze) gedeckt, einer Sonderform. Die byzantinischen Kreuzkuppelkirchen setzten die Tradition der Kuppelwölbung fort, was sich in San Marco in Venedig spiegelt, von wo offenbar Anregungen für die kuppelgewölbten Kirchen des Périgord (Périgueux, Angoulême etc.) ausgingen.
Brunelleschis Kuppel des Doms von Florenz (1420–36, Durchmesser 45,52 m) markiert einen technischen Durchbruch und eine neue Dimension der Wölbkunst. Sie ist als doppelschalige Ziegelkuppel nach dem Vorbild des Markusdoms ausgeführt, ohne jedoch dessen Bauchung zu übernehmen. Zudem ist sie in allen Ebenen achteckig und damit streng genommen ein Klostergewölbe. Mit dem neuen Stil der Renaissance wird der Zentralbau und die monumentale Vierungskuppel mit Tambour zum neuen Ideal. Michelangelos Petersdom in Rom wirkt bis weit in das Barock hinein als Vorbild. Oft liegt nun die nach außen sichtbare Kuppel deutlich höher als die Innenraumkuppel.
Besonders im 18. und 19. Jahrhundert erhielten auch Profanbauten, vor allem Regierungsgebäude Kuppeln, wie der Reichstag in Berlin oder das Kapitol in Washington.

#### Islam

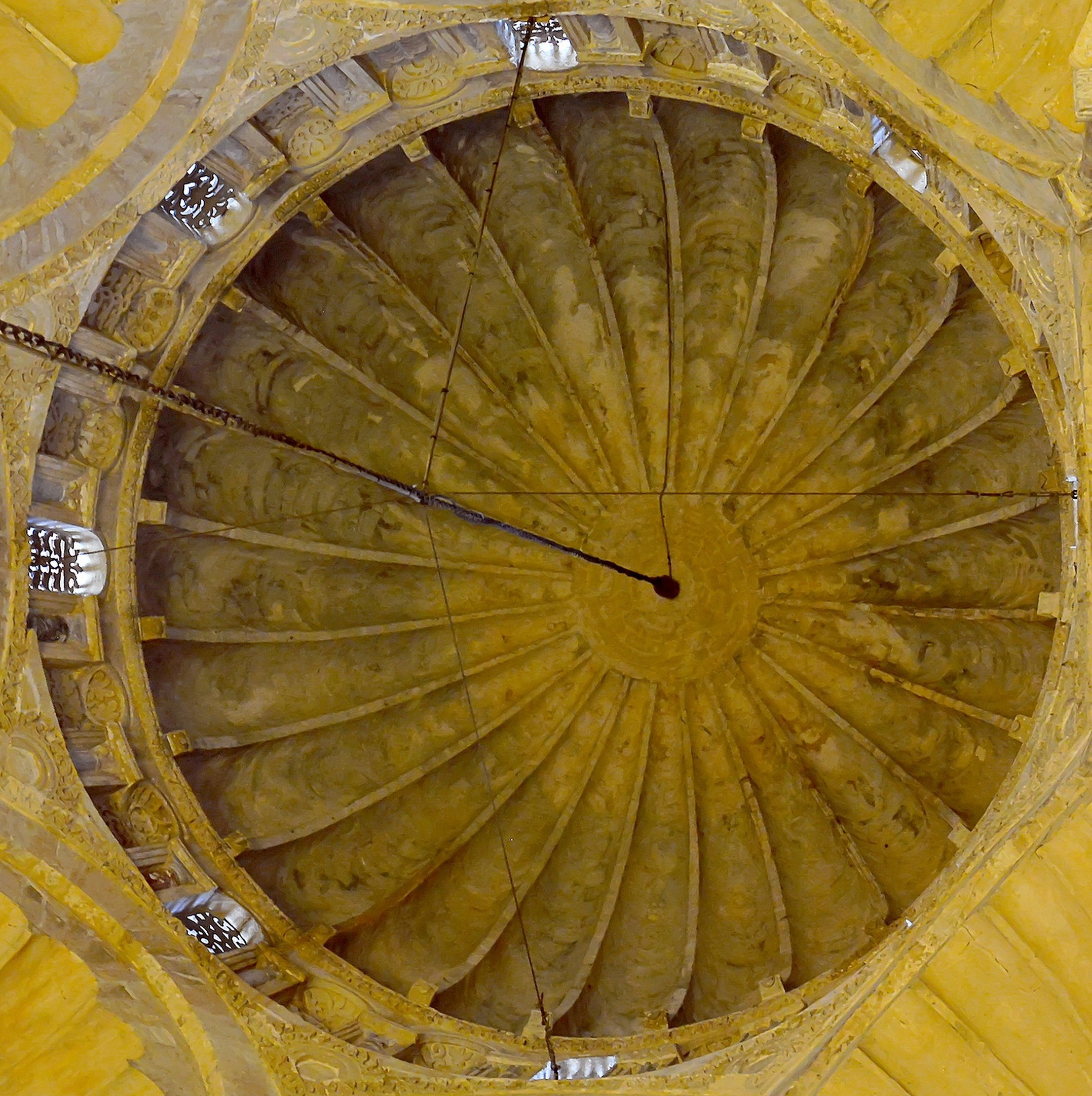
Kairouan, Tunesien. Kuppel über der Mihrab der Großen Moschee, 9. Jh.

In der islamischen Architektur orientierte sich der Kuppelbau zunächst an antiken und byzantinischen Vorbildern, erreichte aber im Lauf der Zeit eine große Formenvielfalt und strahlte hier und da wohl auch wieder auf das Abendland aus.
Ein frühes bedeutendes Werk ist der Felsendom in Jerusalem.
Nach der Eroberung Konstantinopels wurde die Hagia Sophia zum Prototyp der osmanischen Moschee. und der Kuppelbau erreichte eine große Formenvielfalt: Das Spektrum reicht von kleinen Rippenkuppeln (Mezquita-Catedral de Córdoba; El Cristo de la Luz, Toledo) über Kuppeln in byzantinischer Tradition (Felsendom, Jerusalem) bis hin zu den zweischaligen Kuppeln der Mogul-Architektur Indiens (Humayun-Mausoleum, Delhi oder Taj Mahal, Agra).
Eine reizvolle Besonderheit stellen die maßwerkartig durchbrochenen Kuppeln dreier merinidischer Moscheen dar, die das Joch vor der Mihrab-Nische in den Moscheebauten von Tlemcen, Taza und Fès-el-Jedid überspannen – leider existieren nur ältere Fotos.
timuridischen Gur-Emir-Mausoleums (um 1405) in Samarqand

## Bedeutende echte Kuppelbauten

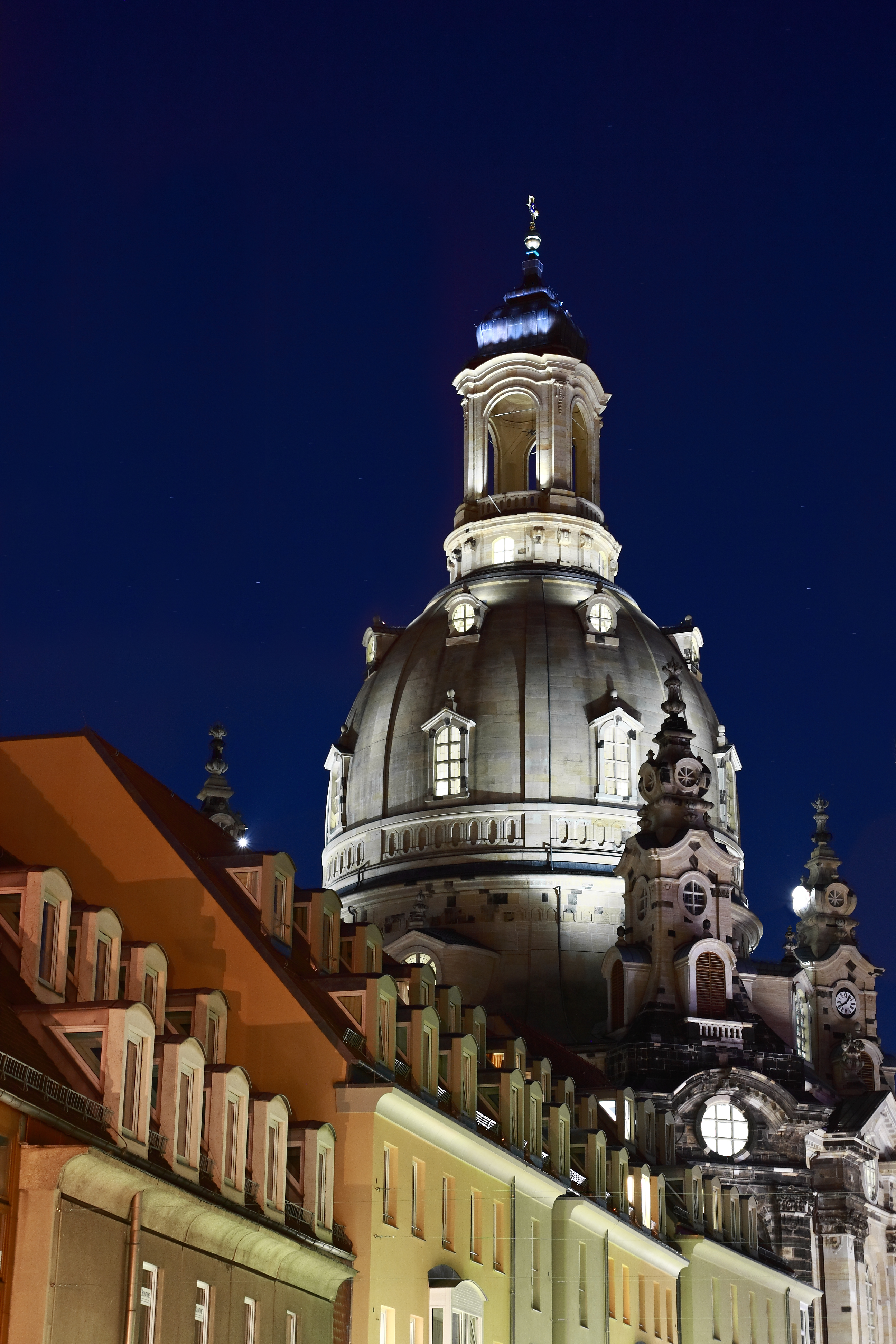
Dresdner Frauenkirche, ∅ 26,15 m, 1726 bis 1743, 1945 zerstört, Wiederaufbau 1994–2005

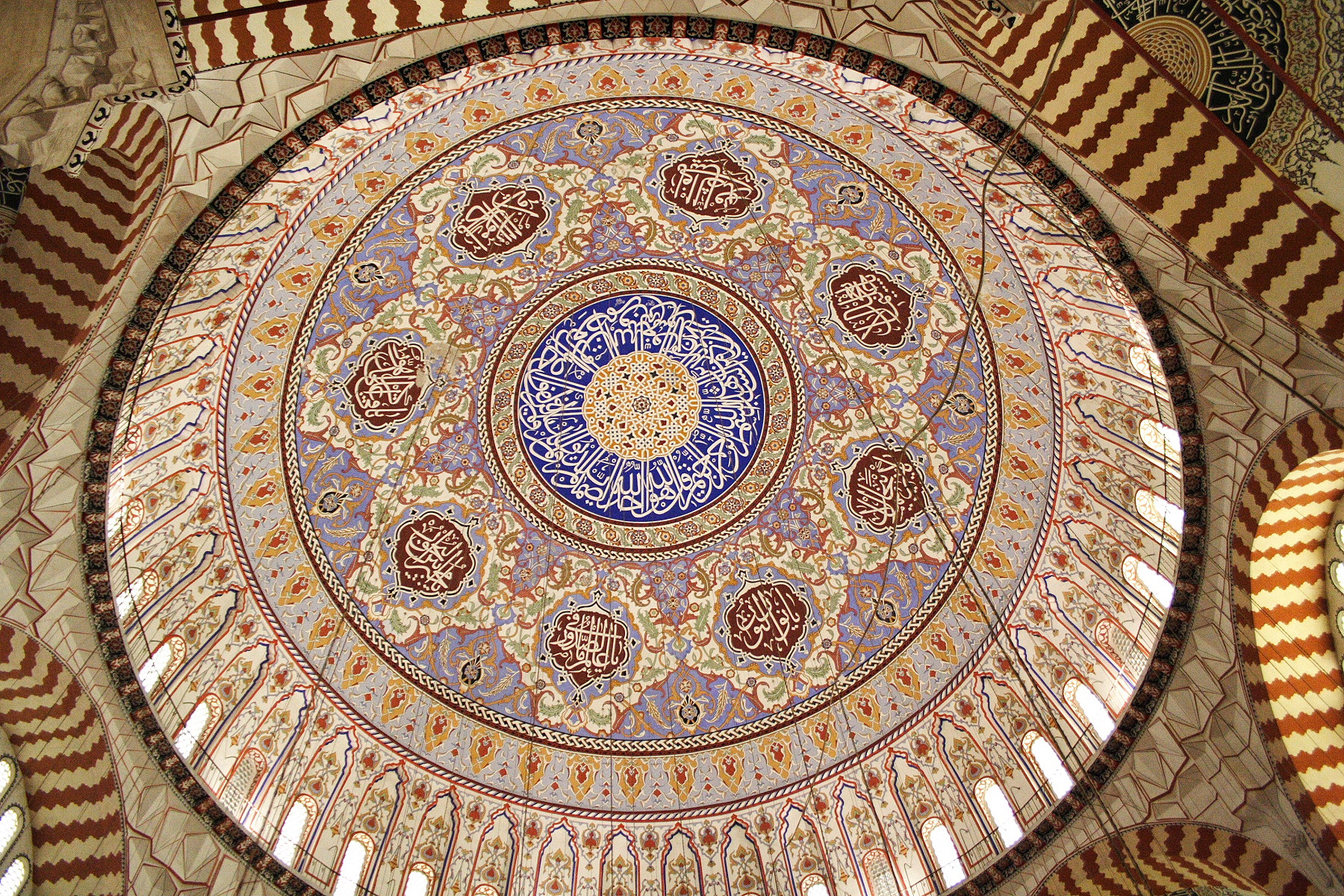
Die Selimiye-Moschee, 1569–1575,
∅ 30,5 m, Edirne, Türkei

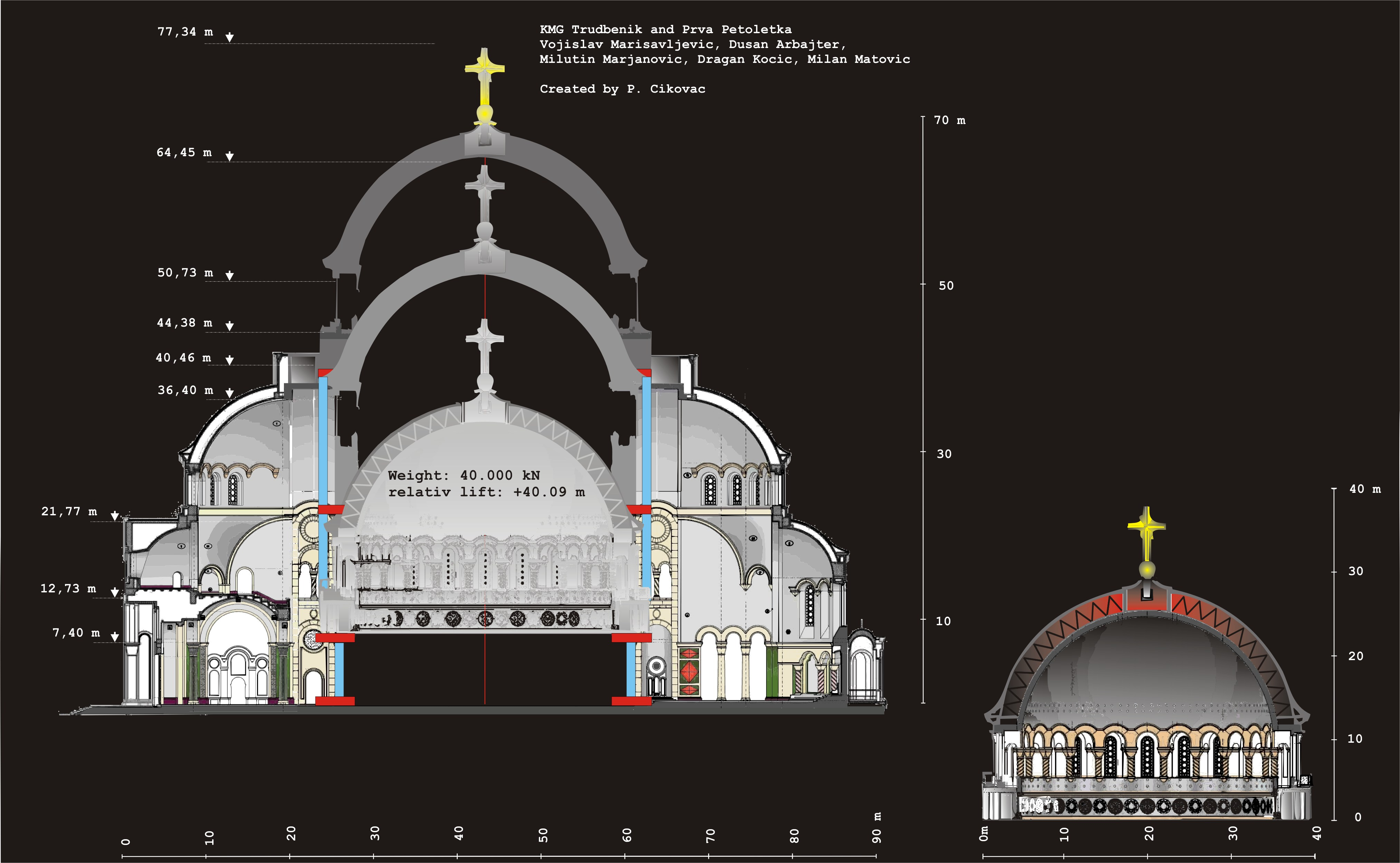
Schema der Lift-Slab Methode die 1989 zur Hebung der 4.000 Tonnen schweren Kuppel des Doms des Heiligen Sava (∅ 30,5 m, ab 1926)

siehe auch Liste der größten Kuppeln ihrer Zeit
In der Reihenfolge ihrer Errichtung:
| Baujahr          | Bauwerk                                          | Ort                            | Durchmesser | Ergänzungen |
| ---------------- | ------------------------------------------------ | ------------------------------ | ----------- | --- |
| um 50 v. Chr.    | sog. Merkurtempel (eigentlich Teil einer Therme) | Baiae, Italien                 | 21,50 m     | [ 11 ] |
| 125 n. Chr.      | Pantheon                                         | Rom, Italien                   | 43,3 m      | |
| 547              | San Vitale                                       | Ravenna, Italien               | 16 m        | |
| 563              | Hagia Sophia                                     | Istanbul, Türkei               | 31 m        | Erste große Pendentifkuppel über vier Jochen, ursprünglich 33 m.                                                          |
| ca. 700          | Felsendom                                        | Jerusalem, Israel              | 21 m        | |
| 1067/68 und 1093 | Charagan-Zwillingsgrabtürme                      | Qasvin, Iran                   |             | |
| 1227             | St. Gereon                                       | Köln, Deutschland              | 21–16,90 m  | |
| 1367             | Jama Masjid                                      | Gulbarga, Indien               | 15–16 m     | |
| 1405             | Gur-Emir-Mausoleum                               | Samarqand, Usbekistan          | 15 m        | Erste aus Ziegelsteinen gemauerte und mit Kacheln verkleidete zweischalige und gebauchte Kuppel der Architekturgeschichte |
| 1434             | Santa Maria del Fiore                            | Florenz, Italien               | 43–45 m     | |
| 1557             | Süleymaniye-Moschee                              | Istanbul, Türkei               | 27,25 m     | |
| 1575             | Selimiye-Moschee                                 | Edirne, Türkei                 | 31,3 m      | |
| 1593             | Petersdom                                        | Rom, Italien                   | 42,34 m     | |
| 1616             | Sultan-Ahmed-Moschee                             | Istanbul, Türkei               | 23,5 m      | |
| 1648             | Taj Mahal                                        | Agra, Indien                   | 17,7 m      | Kuppel aus Ziegelsteinen mit Verkleidung aus weißen Marmorplatten                                                         |
| 1659             | Gol Gumbaz                                       | Bijapur, Indien                | 37,9 m      | |
| 1708             | St Paul’s Cathedral                              | London, England                | 30,8 m      | Christopher Wrens 111,3 m hohe Kuppel wiegt etwa 65.000 Tonnen und besteht aus drei Schalen                               |
| 1737             | Karlskirche                                      | Wien, Österreich               | 25 m        | |
| 1743             | Frauenkirche                                     | Dresden, Deutschland           | 26,15 m     | 2005 fertiggestellte Rekonstruktion                                                                                       |
| 1781             | Dom St. Blasius                                  | Schwarzwald                    | 36 m        | |
| 1841             | Isaakskathedrale                                 | Sankt Petersburg, Russland     | 26 m        | Höhe 101,5 m |
| 1843             | St. Nikolai                                      | Potsdam, Deutschland           | 24 m        | Höhe 13 m; Tambour-Höhe 28 m; insges. 77 m                                                                                |
| 1863             | Kapitol                                          | Washington, USA                | 29 m        | |
| 1871             | Rotunda Santa Marija Assunta                     | Mosta, Malta                   | 39 m        | |
| 1894             | Frederiks Kirke (Marmorkirche)                   | Kopenhagen, Dänemark           | 31 m        | |
| 1913             | Jahrhunderthalle                                 | Breslau, Polen                 | 65 m        | |
| 1913             | Betonhalle                                       | Leipzig, Deutschland           | 32 m        | |
| 1920             | Erstes Goetheanum                                | Dornach, Schweiz               | 12 + 17 m   | Doppelkuppel, ganz aus Holz (abgebrannt)                                                                                  |
| 1926             | Planetarium Jena                                 | Jena, Deutschland              | 25 m        | |
| 1929             | Markthalle Basel                                 | Basel, Schweiz                 | 60 m        | |
| 1929             | Großmarkthalle                                   | Leipzig, Deutschland           | 66 m        | [ 14 ] [ 15 ] |
| 1963             | Jahrhunderthalle                                 | Frankfurt am Main, Deutschland | 86 m        | |
| 1975             | Louisiana Superdome                              | New Orleans, Louisiana, USA    | 207,3 m     | |
| 1978             | Rotunda von Xewkija                              | Xewkija, Malta                 | 27 m        | |
| 1989             | Stockholm Globe Arena                            | Stockholm, Schweden            | 110 m       | |
| 1989             | Dom des Heiligen Sava                            | Belgrad, Jugoslawien           | 30,5 m      | Mit 4000 t ist sie die schwerste Kuppel, die per Lift-Slab Anlage auf 40 m Höhe geschoben wurde                           |
| 2000             | Eden Project                                     | Cornwall, England              | 125 m       | |

Durch die Verwendung von Stahlbeton und Stahlgerüsten können moderne Kuppeln (Schalentragwerke) in weit kühneren Formen und mit größerer Spannweite gebaut werden als Stein- oder Ziegelkonstruktionen. Richard Buckminster Fuller konstruierte Geodätische Kuppeln in Leichtbauweise.

## Kuppelbau
Wie nubische Gewölbe können Gewölbe zunächst ohne Lehrgerüst errichtet werden. Je nach Art der verwendeten Steine reicht die Klebkraft des Mörtels ab einem bestimmten Punkt nicht mehr aus, um die versetzen Steine in der immer steiler verlaufenden Lagerfuge festzuhalten. Als Abhilfe können leichtere oder flachere Steine, ein besser klebender Mörtel oder ein großer zentraler Schlussstein verwendet werden, der die verbleibende Öffnung überdeckt. Als Hilfsmittel werden auch Klammern verwendet, die über den soeben vermauerten Stein an Ort und Stelle halten, bis der Mörtel abgebunden hat.
An einem Drahtbügel kann etwa ein Seil und ein Gewicht befestigt werden, die so über die Kante des Gewölbes gelegt werden, dass sie den Stein nach außen gegen die bereits vermauerten Steinreihen ziehen.
An der TU Wien, Institut für Tragkonstruktionen wurde eine Baumethode namens „Pneumatic Forming of Hardened Concrete (PFHC)“ entwickelt, bei der die aufwendige gewölbte Einrüstung zur Formgebung einer Stahlbetonkuppel ersetzt wird. Auf einer Ebene wird dabei eine Stahlbetonplatte mit keilförmigen Aussparungen gegossen. Ihre Elemente werden durch Aufblasen einer pneumatischen Membran hochgewölbt und durch Anspannen eines rundum verlaufenden Zugseils durch hydraulische Pressen unter Ausbildung einer Kuppel dicht aneinandergefügt, die durch Aufbringen einer weiteren Betonlage verstärkt und versteift werden kann.
Auch monolithische Kuppeln werden häufig mithilfe von aufblasbaren Stützstrukturen hergestellt.

## Sonderformen

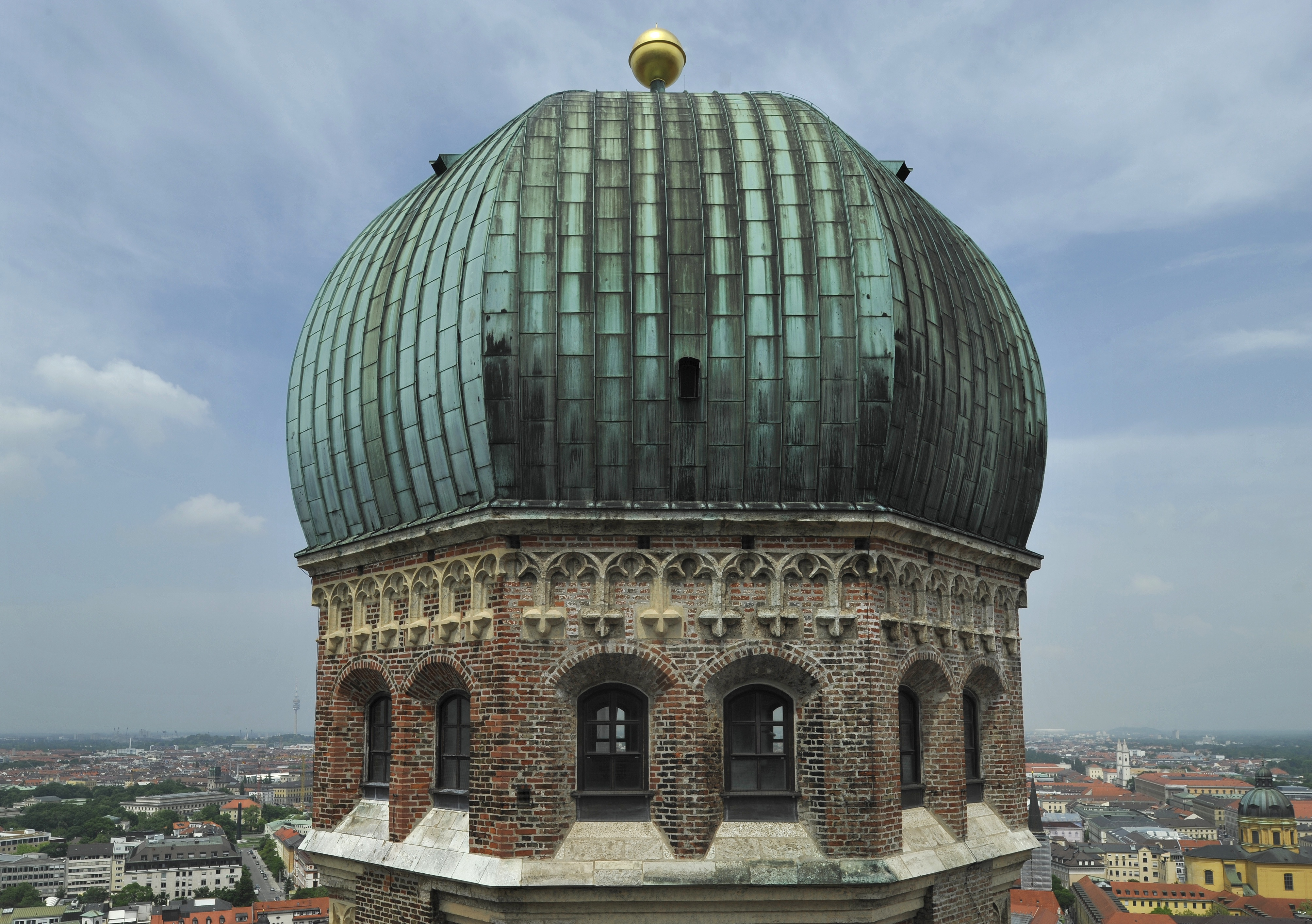
Eine nicht begehbare gebauchte Schirmkuppel schließt die beiden Türme der Frauenkirche ab, München. Normalerweise wird der Begriff „Schirmkuppel“ anders gebraucht, nämlich für Kuppeln mit einer radialen Wellung, in der Gotik mit mehreren radialen Rippen

Überdachungen, wie die des The O₂ (ehemals Millennium Dome) in London, die aus einer von außen mit Stahlseilen getragenen Glasfasermembran besteht, haben zwar oft Kuppelform, sind aber keine Kuppeln, da sie nicht selbsttragend sind, sondern – mit Zirkuszelten vergleichbar – von Stützen in ihrer Form gehalten werden.
Traglufthallen und Inflatables können sich kuppelförmig aufwölben, ihre zugfeste Membran wird jedoch vom Luft(über)druck des Innenraums und Zugspannungen in der Membran getragen.
Umgedrehte, hängende Kuppeln folgen der Katenoide und können als dünne Membran hergestellt werden, da nur Zugkräfte auftreten. Beispiele sind Antennen für die Radioastronomie aus Stahlseil-Netz und Trampoline aus gewebter Kunstfaser.